# Shinjirō Koizumi
Shinjirō Koizumi (小泉 進次郎?, Koizumi Shinjirō; Yokosuka, 14 aprile 1981) è un politico giapponese, figlio dell'ex primo ministro Jun'ichirō Koizumi. Dal maggio 2025 è ministro dell'agricoltura nel governo Ishiba.

## Primi anni ed educazione
Koizumi è nato è cresciuto a Yokosuka, nella prefettura di Kanagawa (Kantō). Conseguita nel 2004 la laurea in economia presso l'Università Kanto Gakukin di Yokohama, ha quindi ottenuto una seconda laurea, in scienze politiche, presso la Columbia University di New York. Dopo alcune esperienze come ricercatore in studi internazionali, ha fatto ritorno in Giappone nel 2007 e ha lavorato come segretario per il padre, Jun'ichirō Koizumi.

## Carriera politica
Dopo il ritiro del padre dalla vita politica, ne ereditò il seggio alle elezioni del 2009, quando venne eletto come rappresentante dell'11º distretto di Kanagawa in una tornata particolarmente difficile per il Partito Liberal Democratico.
Nel 2011 Koizumi divenne leader dei giovani legislatori del PLD, carica in passato ricoperta dai primi ministri Noboru Takeshita, Sōsuke Uno, Toshiki Kaifu, Shinzō Abe e Tarō Asō. Nel 2012 fu promotore del "Team 11", una delegazione di giovani politici costituita con lo scopo di monitorare lo stato della ricostruzione nelle aree del Tōhoku colpite dal terremoto dell'anno precedente. Questa iniziativa contribuì ad accrescere il peso di Koizumi all'interno del partito.
Critico della leadership di Sadakazu Tanigaki, accusò il partito di essere ancorato a vecchie idee e di non accogliere le istanze giovanili. Nel novembre del 2011, in fase di negoziazione, chiese maggior chiarezza da parte del partito riguardo al controverso accordo commerciale noto come TPP. Koizumi criticò anche l'eccessiva accondiscendenza di Tanigaki nei confronti del governo di centrosinistra, in particolare riguardo alla riforma del sistema fiscale e previdenziale, auspicando un'opposizione più dura da parte dei liberal democratici. Questi continui distinguo fecero guadagnare a Koizumi la fama di essere un cane sciolto all'interno del partito, in maniera simile a quanto avvenuto al padre.
Una rottura con il PLD ci fu nell'agosto del 2012, quando, in contrasto con la linea ufficiale del partito (che prevedeva la non partecipazione al voto), decise di votare la mozione di sfiducia presentata contro il governo di Yoshihiko Noda. La mozione, comunque, venne respinta per 246 voti a 86. Nel settembre successivo alle elezioni per la leadership del PLD votò per Shigeru Ishiba, risultato poi sconfitto da Shinzō Abe.
Alle elezioni del dicembre 2012, che videro il ritorno del PLD al governo con Shinzō Abe, Koizumi conservò il suo seggio alla Camera dei rappresentanti. Alle successive elezioni per la Camera dei consiglieri, tenute nel luglio 2013, condusse una campagna elettorale concentrata nelle isole periferiche del Giappone, nelle zone colpite da disastri naturali e da quelle in rapido declino demografico, tenendo comizi a sostegno dei candidati liberal democratici del posto.
Nell'ottobre 2013 Koizumi venne nominato segretario parlamentare per la ricostruzione del Tohoku, con compiti di controllo e supervisione. Shigeru Ishiba, allora segretario generale del PLD, ne lodò l'operato.
Nei rimpasti di governo del 2015 e del 2017 operati dal Primo ministro Abe, il nome di Koizumi venne più volte preso in considerazione per rivestire cariche ministeriali, ma tali ipotesi non si concretizzarono.
Nel settembre 2019 Koizumi è stato nominato ministro dell'ambiente, rimanendo in carica fino all'ottobre 2021. In tale veste, si è più volte discostato dalle posizioni del resto del governo, piuttosto scettico in tal senso, proponendo misure a tutela dell'ambiente come la rinuncia da parte del Giappone all'uso dell'energia nucleare e del carbone Koizumi si è affermato come uno dei più popolari politici del paese, ed è considerato da molti un possibile futuro Primo ministro.
Nel settembre 2024 Koizumi si è candidato alle elezioni interne per la successione a Fumio Kishida come leader del Partito Liberaldemocratico.
Il 21 maggio 2025 viene nominato Ministro dell'Agricoltura al posto di Taku Eto, dimessosi dalla carica a seguito di una contestata affermazione in merito alla crisi dell'aumento del prezzo del riso in Giappone.

## Famiglia
Shinjirō è figlio di Jun'ichirō Koizumi, Primo ministro del Giappone dal 2001 al 2006. Il fratello maggiore, Kotaro, è attore.
Koizumi è sposato dal 2019 con Christel Takigawa, conduttrice e annunciatrice televisiva. Nel gennaio 2020 ha destato stupore, in un paese dove solo il 6% degli uomini dipendenti di aziende private ne fa richiesta, la sua decisione di prendersi due settimane di congedo di paternità.